# Месарски мост
Месарски мост (словен. Mesarski most ) је пешачки мост преко реке Љубљанице у Љубљани, главном граду Словеније. Повезује централну пијацу Љубљане и насип Петковшек (Petkovškovo nabrežje). Мост је свечано отворен 10. јула 2010. године. 
Првобитну идеју за мост на том месту 1930-их дао је архитекта Јоже Плечник. Модерни мост, који је далеко једноставнији од првобитног плана, садржи степениште на левом улазу, стаклене траке сигурносног стакла дебљине 39 мм за ходање, са стране и челичну жичану ограду. Дизајнирао га је Јуриј Кобе из студија Атеље Архитекти (Atelier Arhitekti). Украшена је радовима вајара Јакова Брдара.

## Скулптуре
Највеће бронзане скулптуре на мосту представљају фигуре из старогрчке митологије и хришћанске тематике:
- Адам и Ева, осрамоћени и протерани из Раја, након што их је змија наговорила да пробају плодове са Дрвета спознаје добра и зла (они иду према љубљанској катедрали)
- Сатир, кога је уплашила змија
- Прометеј, који трчи, кажњен зато што је човечанству дао сазнање (о ватри)

На врху ограде моста налазе се и мање гротескне скулптуре жаба и шкољки. 

## Историја
Градњу истоименог Месарски моста планирао је већ крајем 1930-их архитекта Јоже Плечник. Мост би према његовим плановима требало да буде покривен и био би део централне пијаце у Љубљани. Међутим, због избијања Другог светског рата, мост није изграђен. Више од педесет година, празно место на средини Љубљанске тржнице обележило је место на коме је мост требало да се изгради. 
Деведесетих година прошлог века покренути су први предлози за изградњу моста и довршетак Плечниковог пројекта Љубљанске пијаце. Неки су предложили да се мост изгради према првобитним плановима, док су други предложили да се изгради савремени мост. 
Градска управа под градоначелником Зораном Јанковићем  2009. године започела је изградњу садашњег моста, чија је цена коштала 2,9 милиона евра, а завршена је наредне године. Откривање је одржано 10. јула 2010. године. Садашњи мост је радије антитеза него завршетак Плечникових планова. Својом дужином од 33 м и ширином од 17.3 м, функционише као квадрат на води и у том је погледу сличан Плечниковим мостовима.
Убрзо након отварања моста, на челичним жицама ограде почели су се појављивати катанци заљубљених парова, који симболишу изјаве вечне љубави, феномен сличан ономе на многим мостовима широм света.  